# 自由ドイツ労働総同盟
自由ドイツ労働総同盟（じゆうどいつろうどうそうどうめい ドイツ語: Freier Deutscher Gewerkschaftsbund、略称：FDGB エフデーゲーベー）は、かつてのドイツ民主共和国（東ドイツ）唯一の労働組合中央組織（ナショナルセンター）である。

## 概要
FDGBは1983年時点で16の組合を傘下に収め、組合員910万人、組織率97.2%を誇っていた。東ドイツ憲法第44条では労働組合は自主独立組織と規定されていたが、実際には東ドイツの支配政党・ドイツ社会主義統一党(SED)の支配下にあった。1975年から1989年まで会長を務めたハリー・ティッシュはSEDの最高幹部である政治局員であったし、5年おきに行われたFDGBの大会はSEDの党大会の翌年に開催されて、党大会で決定された経済五カ年計画の実施を誓うというのが実態であった。また組織的にもSEDの党組織同様民主集中制を採用していたため、会長（前述のようにSEDの党幹部でもある）が絶対的な権力を持つ組織であったうえ、労組内の各機関に対応してSEDの党組織が作られ、組合の中央幹部の多くはSEDの中央委員でもあったため、FDGBの実態はSEDの労働者に対する支配の一翼を担う存在であった。
このような組織であったため、名目上は経営側と賃金などの協議権を持っていたものの、東ドイツでは1960年代にストライキの権利が認められなくなっていたこともあって、労働者の側から経営者である国家（産業の大半が国有化されている社会主義国においては経営者は国である）に抵抗する術は無いに等しかった。
一方FDGBは統一戦線組織である「国民戦線」の一角として各地方議会や人民議会に議席を保有し、社会保険・健康保険等を担い、SEDの民兵組織である労働者階級戦闘団に人員を提供するなど、国家機関・立法機関の一角を担う存在でもあった。また、労働者の余暇の担い手でもあり、多数のホテルや保養所などを保有していた。
1990年、ドイツ再統一に伴って解散し、傘下の組合の多くは旧西ドイツ側のナショナルセンターであるドイツ労働総同盟(DGB)へ合流した。

FDGBの旗
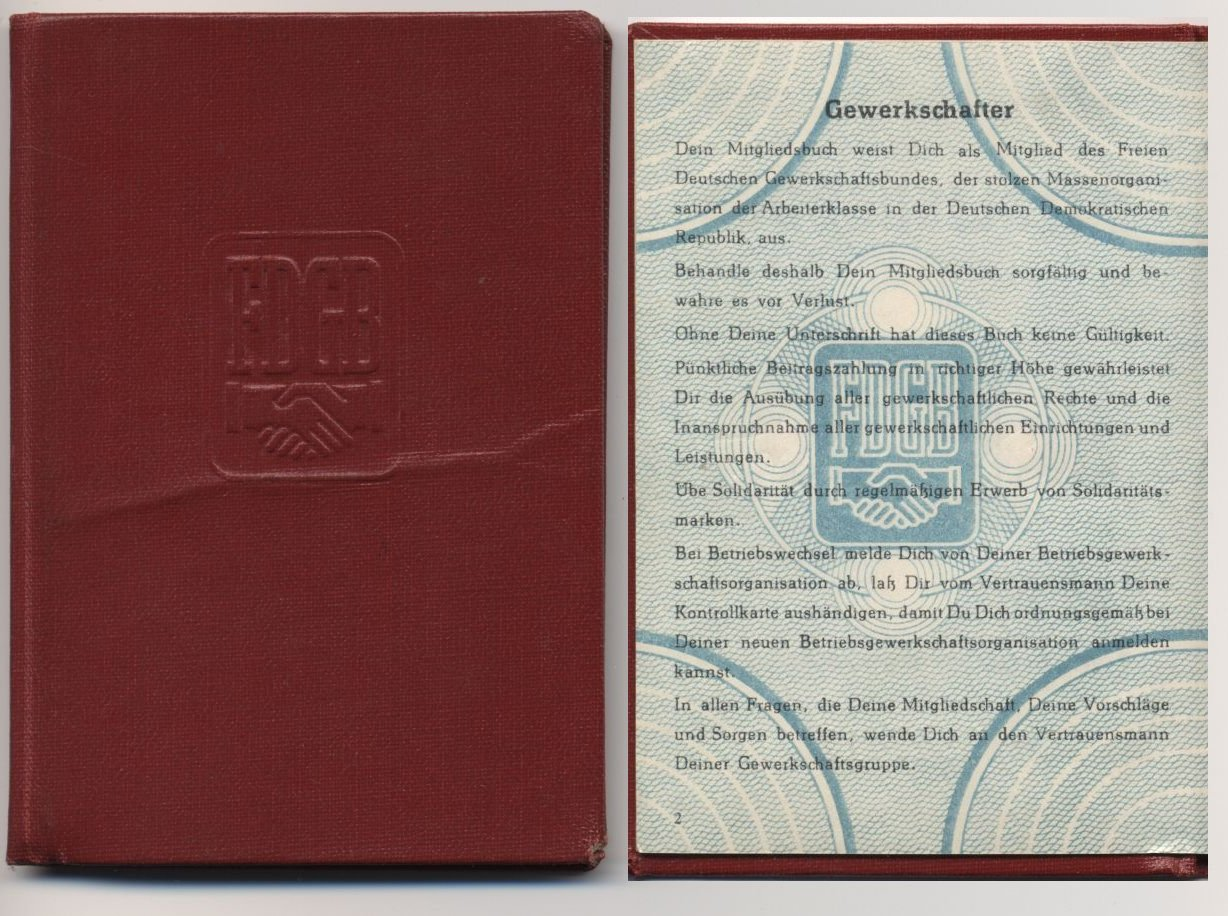
FDGBの会員証
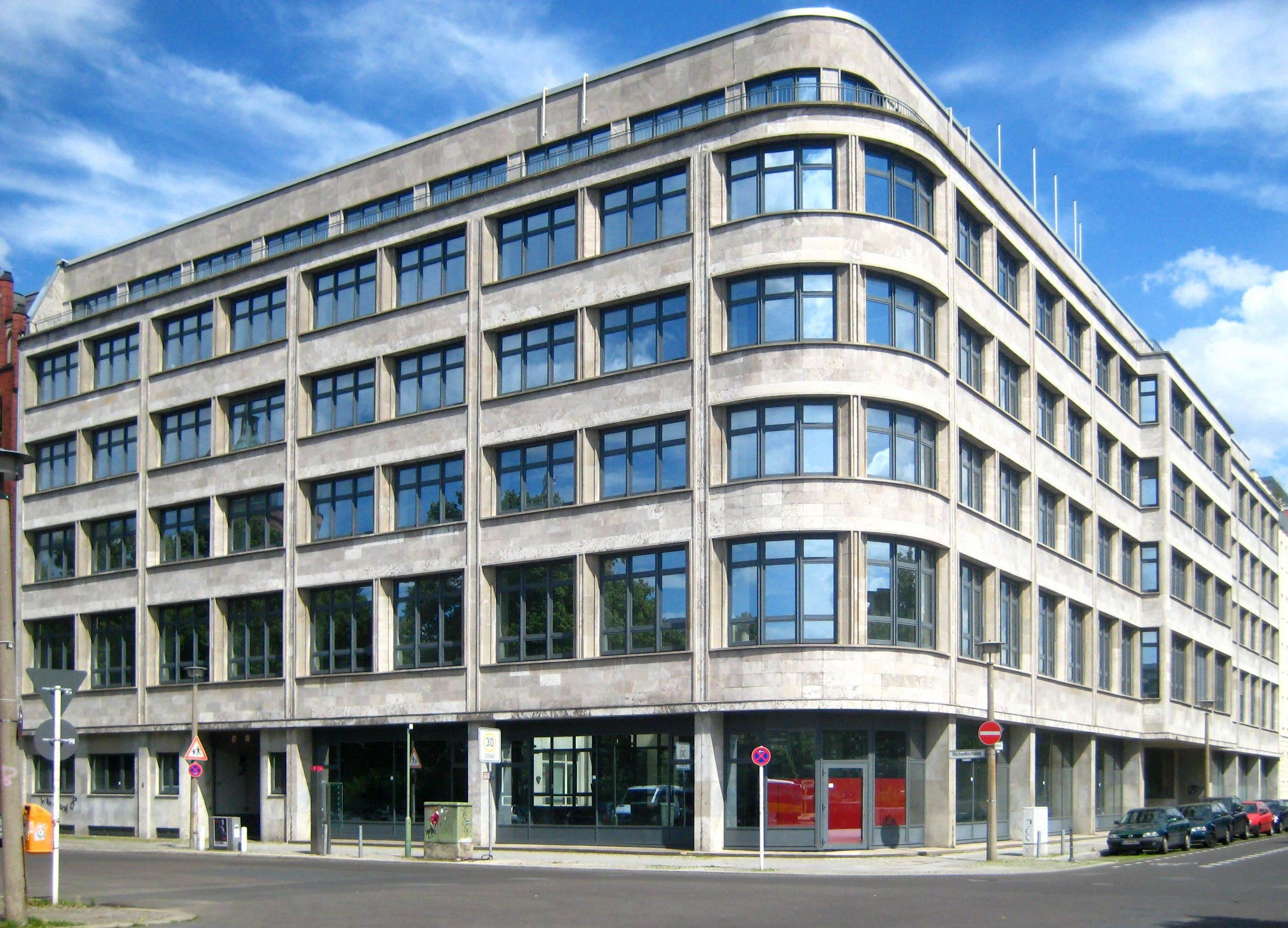
1988年までFDGBの本部として使用されていたビル
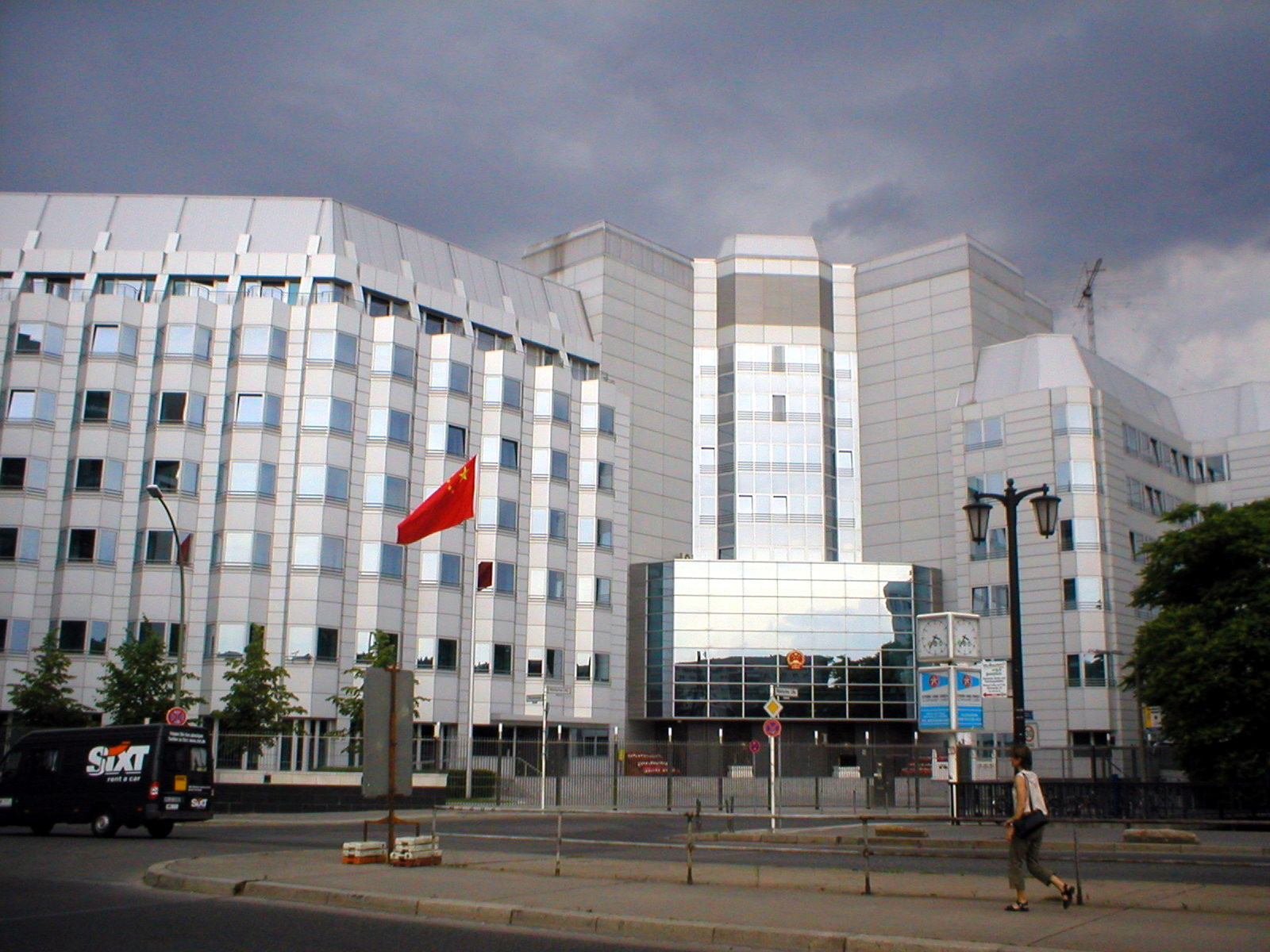
1988年から本部として使用された建物（現在は駐ドイツ中華人民共和国大使館（ドイツ語版）として使用されている)